# Tremp de l'acer

Tractaments tèrmics.

Diagrama ferro carboni a la zona dels acers

L'acció de donar tremp a l'acer és un tractament tèrmic al qual se sotmet l'acer (també aplicable a altres metalls), concretament a peces o masses metàl·liques ja conformades en el mecanitzat, per augmentar-ne la duresa, la resistència a esforços i la tenacitat. Per contra, també augmenta la fragilitat de la peça.
En aquest tractament cal distingir dues fases. En la primera, s'escalfa l'acer a una temperatura aproximada de 915 °C, en què la perlita es converteix en austenita. En la segona, es refreda ràpidament (excepte alguns casos on el refredament és "lent", acers d'autotremp) la peça "al roig" en aigua, en oli, aire positiu o en altres fluids o sals. Després del tremp se sol fer un reveniment.
- És un dels principals tractaments tèrmics que es realitzen. El que fa és disminuir i afinar la mida del gra de l'alineació de l'acer tractat. Es pretén l'obtenció d'una estructura totalment martensítica.
- Es basa a escalfar la peça a una temperatura compresa entre 700 °C i 1000 °C, per després refredar-la ràpidament controlant el temps d'escalfament i de refredament.

## Història
Hi ha proves de l'ús de processos de temperat per part dels ferrers que es remunten a mitjans de l'Edat del Ferro, però hi ha poca informació detallada relacionada amb el desenvolupament d'aquestes tècniques i els procediments emprats pels primers ferrers. Tot i que els primers ferrers van haver d'adonar-se ràpidament que els processos de refredament podien afectar la resistència i la fragilitat del ferro, i es pot afirmar que el tractament tèrmic de l'acer era conegut al Vell Món des de finals del segon mil·lenni aC, és difícil identificar usos deliberats del temperat arqueològicament. A més, sembla que, almenys a Europa, "el temperat i el revingut per separat no semblen haver-se fet comuns fins al segle XV"; per tant, és útil distingir entre el "templat complet" de l'acer, en què el temperat és tan ràpid que només es forma martensita, i el "templat fluix", en què el temperat és més lent o interromput, cosa que també permet la formació de perlita i dona lloc a un producte menys trencadís.
Els primers exemples d'acer temperat poden procedir de l'antiga Mesopotàmia, amb un exemple relativament segur d'un cisell temperat del segle iv procedent d'Al Mina, a Turquia. El llibre 9, línies 389-94 de l′Odissea d'Homer és àmpliament citat com una primerenca, possiblement la primera, referència escrita al refredament:
"Com llavors que el ferrer una grossa destral o bé una aixa dins un bany d’aigua freda immergeix, amb la grans estridència, per trempar-la, car ve d’això la força del ferro: tal xiulava el seu ull entorn de la nostra (estaca) d’olivera."
Tot i això, no està fora de dubte que el passatge descriu un temple deliberat, en lloc d'un simple refredament. Així mateix, hi ha la possibilitat que el Mahabharata es refereixi al temperat en oli de puntes de fletxa de ferro, però les proves són problemàtiques.
Plini el Vell va abordar el tema dels agents de refredament, distingint l'aigua de diferents rius. En els capítols 18-21 del De diversis artis del segle xii de Theophilus Presbyter s'esmenta el temperat, recomanant entre altres coses que les eines també es temperin més durament a l'orina d'un nen petit i pèl-roig que en aigua ordinària. Un dels primers tractats més complets sobre el temperat és el primer llibre occidental imprès sobre metal·lúrgia, Von Stahel und Eysen, publicat el 1532, que és característic dels tractats tècnics de finals de l'Edat Mitjana.
L'estudi científic modern del refredament va començar a cobrar veritable impuls a partir del segle xvii, sent un pas important la discussió guiada per l'observació de Giambattista della Porta en el seu Magia Naturalis de 1558.

## Tipus de tremp
Hi ha dos tipus de tremps: un és el que inclou la totalitat de la peça, inclòs el nucli, i l'altre és el que només inclou la superfície externa, deixant el nucli menys dur, perquè sigui més flexible. Aquest segon tremp s'anomena "tremp superficial" i n'hi ha de dos tipus, segons la manera d'escalfar: "a la flama" (en desús) i el tremp per inducció.
També la duresa superficial s'obté mitjançant el cimentat, sense endurir el nucli, aplicat en engranatges i altres elements que requereixin característiques similars.

## Factors que influeixen en el tremp
- La composició química de l'acer a trempar, especialment la concentració de carboni. També és molt important la presència de aleants, ja que amplien la franja temporal de refredament en què es pot obtenir martensita.
- La temperatura d'escalfament i el temps d'escalfament d'acord amb les característiques de la peça.
- La velocitat de refredament i els líquids on es refreda la peça per evitar tensions internes i esquerdament.
- Les tensions internes són produïdes per les variacions exagerades que se li fa patir a l'acer, primer elevant-la a una temperatura molt alta i després refredant-se. Aquestes tensions i esquerdes són conseqüència del canvi de volum que es produeix a l'interior de l'acer pel fet que el nucli refreda a menor velocitat. A les peces trempades cal donar-los un tractament posterior anomenat reveniment per eliminar les tensions internes[14]

## Característiques generals del tremp
- És el tractament tèrmic més important que es realitza
- Fa l'acer més dur i resistent però més fràgil
- La temperatura d'escalfament pot variar d'acord amb les característiques de la peça i resistència que es desitja obtenir.
- El refredament és ràpid
- Si el tremp és molt enèrgic les peces es poden esquerdar.

### Forn de tremp
Els forns per escalfar peces petites que es vol trempar, són caixes metàl·liques que en el seu interior van recobertes de material refractari per a evitar pèrdues de calor, aquestes caixes porten incorporades diverses resistències elèctriques que produeixen l'escalfament de les peces a la temperatura requerida i porten incorporat un rellotge programador per al control del temps d'escalfament i un piròmetre que facilita el coneixement de la temperatura que hi ha a l'interior del forn.
En el cas d'elements de grans dimensions, com tubs, els forns estan formats per cambres; cada cambra té el llarg del tub i en cada cambra hi ha una sèrie de cremadors que s'encarreguen de l'escalfament. Per poder monitorar la temperatura es fa servir el termoparell i per controlar el forn es fa servir un Autòmat Programable Industrial (també conegut com a PLC] o un ordinador.

## Enduriment per tremp

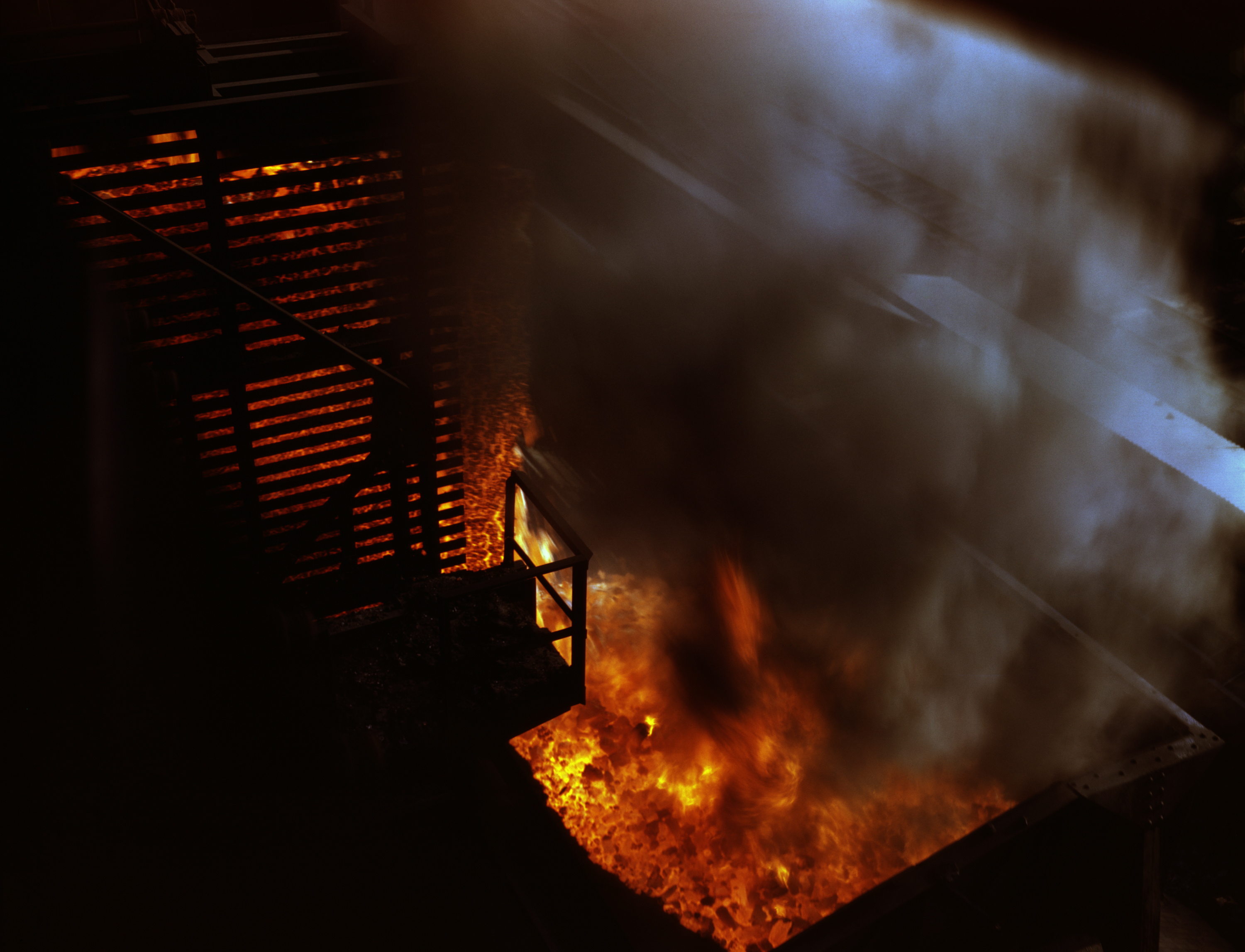
Coc empès cap a un carro de refredament, als alts forns Hanna de Great Lakes Steel Corporation, Detroit, Michigan, novembre de 1942.

L'enduriment per refredament ràpid és un procés mecànic en què l'acer i els aliatges de ferro colat es reforcen i endureixen. Això es fa escalfant el material a una certa temperatura, depenent del material. Això produeix un material més dur ja sigui mitjançant l'enduriment de la superfície o l'enduriment total, variant la velocitat a què es refreda el material. A continuació, el material es tempera sovint per reduir la fragilitat que pot augmentar a causa del procés de temperat. Els elements que es poden temperar inclouen engranatges, eixos i blocs de desgast.

### Propòsit
Abans de l'enduriment, els acers fosos i el ferro tenen una estructura de gra perlític uniforme i laminar (o en capes). Es tracta d'una barreja de ferrita i cementita que es forma quan l'acer o el ferro colat es fabriquen i es refreden a un ritme lent. La perlita no és un material ideal per a moltes aplicacions comunes d'aliatges d'acer, ja que és força tova. En escalfar la perlita més enllà de la seva temperatura de transició eutectoide de 727 °C i després refredar ràpidament, part de l'estructura cristal·lina del material es pot transformar en una estructura molt més dura coneguda com a martensita. Els acers amb aquesta estructura martensítica s'utilitzen sovint en aplicacions en què la peça de treball ha de ser molt resistent a la deformació, com el tall de les fulles. Això és molt eficaç.

### Procés
El procés de refredament és una progressió que comença amb l'escalfament de la mostra. La majoria dels materials s'escalfen entre 815 i 900 °C, prestant especial atenció a mantenir uniformes les temperatures a tota la peça de treball. Minimitzar l'escalfament desigual i el sobreescalfament és clau per impartir les propietats desitjades del material.
El segon pas en el procés de refredament és el remull. Les peces de treball es poden remullar en aire (forn d'aire), en un bany de líquid o en una aspiradora. L'assignació de temps recomanada a banys de sal o plom és de fins a 6 minuts. Els temps de remull poden variar una mica més en buit. Igual que a l'etapa d'escalfament, és important que la temperatura a tota la mostra romangui el més uniforme possible durant el remull.
Quan la peça de treball s'ha acabat de xopar, passa al pas de refredament. Durant aquest pas, la peça se submergeix en algun tipus de fluid de refredament; diferents fluids de tremp poden tenir un efecte significatiu en les característiques finals d'una peça temperada. L'aigua és un dels mitjans de refredament més eficients on es desitja la màxima duresa, però hi ha una petita possibilitat que pugui causar distorsió i petites esquerdes. Quan es pot sacrificar la duresa, sovint es fan servir olis minerals. Aquests fluids a base d'oli sovint s'oxiden i formen un fang durant el refredament, cosa que en conseqüència redueix l'eficiència del procés. La velocitat de refredament de l'oli és molt menor que la de l'aigua. Es poden obtenir velocitats intermèdies entre l'aigua i l'oli amb un inactivador formulat amb un propòsit, una substància amb una solubilitat inversa que, per tant, es diposita sobre l'objecte per reduir la velocitat de refredament.
El refredament també es pot aconseguir usant gasos inerts, com a nitrogen i gasos nobles. El nitrogen s'usa comunament a una pressió superior a l'atmosfèrica que varia fins a 20 bars absoluts. També s'utilitza heli perquè la seva capacitat tèrmica és més gran que la del nitrogen. Alternativament, es pot fer servir argó; no obstant això, la seva densitat requereix molta més energia per moure's i la capacitat tèrmica és menor que les alternatives. Per minimitzar la distorsió a la peça de treball, les peces de treball cilíndriques llargues es temperen verticalment; les peces de treball planes es temperen a la vora; i les seccions gruixudes han d'ingressar primer al bany. Per evitar bombolles de vapor.
Sovint, després del refredament, un aliatge de ferro o acer serà excessivament dura i trencadissa a causa d'una sobreabundància de martensita. En aquests casos, es realitza una altra tècnica de tractament tèrmic coneguda com a revingut en el material temperat per augmentar la tenacitat dels aliatges a base de ferro. El revingut generalment es realitza després de l'enduriment, per reduir part de l'excés de duresa, i es realitza escalfant el metall a una temperatura per sota del punt crític durant un cert període, després deixant-ho refredar en aire en calma.

## Tremp amb transformació al·lotròpica
El mecanisme de refredament està relacionat amb canvis en les formes cristal·lines d'un metall en funció de la temperatura (varietats al·lotròpiques). Un metall és una forma cristal·lina dins la qual es poden acomodar àtoms (compost intersticial). La solubilitat d'aquests àtoms a la malla depèn de la seva estructura i de la seva mida. Una variació brusca de temperatura d'un vidre en què es dissol una gran quantitat d'un component, passant d'una malla proveïda de grans buits a una malla més estreta, atrapa aquests àtoms al vidre nou i crea una tensió en aquest.

### Cas de l'acer

Transformacions al·lotròpiques del ferro pur.

Tremp d'un acer C45 (acer no aliat amb 0,45% de carboni): paral·lelisme del diagrama ferro-carboni (esquerra) i els diagrames de transformació (lineal).

A baixa temperatura, l'acer és bifàsic en estat estable: està compost per vidres de ferro amb carboni en solució sòlida (estructura ferrítica o α) i vidres de carbur de ferro Fe3C. L'acer presenta una transformació al·lotròpica: és cúbic centrat a baixa temperatura (ferrita α) i cúbic centrat a les cares a alta temperatura (estructura austenítica o γ). Aquesta temperatura de transformació depèn del contingut de carboni; això està representat per la línia A3 del diagrama binari ferrocarboni. El temperat dels acers implica, per tant, un escalfament per sobre de la temperatura d'austenitització, mantenint aquesta temperatura durant el temps necessari per a la transformació de tota la massa, seguit d'un refredament fins a una temperatura determinada per evitar el retorn a una estructura equilibri.
En el domini austenític, el ferro té una estructura cúbica centrada a les cares (ferro γ) que té llocs intersticials més grans que a l'estructura cúbica centrada a les cares (ferro α), cosa que permet que el carboni es dissolgui molt millor en ferro γ que al ferro α. D'aquesta manera es dissolen els carburs de Fe3C (cementita i perlita) que es formen durant el refredament. Si ara el sotmetem a un refredament lent i en equilibri, es produirà precipitació de carburs i tornarem a l'estat inicial anterior a l'austenitització, cosa que no ens interessa perquè no haurem obtingut l'enduriment desitjat. En canvi, si el refredament es produeix a una velocitat força ràpida (regida per diferents variables que comentarem més endavant), els àtoms de carboni no tenen temps de difondre's, s'evita la precipitació; en conseqüència, quan els àtoms de ferro tornen a la configuració α, la matriu de ferro queda constreta pels àtoms de carboni. D'aquesta manera s'aconsegueix l'enduriment.
Aquest tractament de refredament transforma l'austenita en martensita, que té una duresa proporcional al contingut de carboni. Així mateix, depenent del contingut de carboni del material i de la velocitat de refredament, poden aparèixer altres fases com la bainita.
Els paràmetres principals d'un refredament són la taxa de components estranys dissolts al vidre, la velocitat de creuar la zona de canvi de varietat al·lotròpica, així com les proporcions de certs additius. Aquesta velocitat determinarà quina proporció del component intrús tindrà temps de migrar fora del vidre sota l'efecte de les tensions.
En el cas de l'acer, cal creuar contínuament la zona de temperatura de 900 a 723 °C, altrament es podria formar una forma determinada del metall. Si el pas de la zona de recristal·lització és massa lent, segueixen a l'interior de cada gra línies de potencials energètics corresponents a plans la geometria dels quals està lligada als plans de màxima compacitat del vidre, creant particularitats no anisòtropes i tornant fràgil la peça (estructura de Widmanstätten).
En el cas de determinats acers que contenen elements gammagènics (níquel, manganès, nitrogen), si la velocitat de refredament és molt alta (hiperrefredament), aconseguim conservar l'estructura austenítica a temperatura ambient (austenita metaestable). Aquest és particularment el cas dels acers inoxidables del tipus X2CrNi18-10 (304L), X5CrNi18-10 (304), X2CrNiMo17-12-2 (316L) i X5CrNiMo17-12-2 (316).
Aquest procés implica també la dissolució de precipitats d‟elements d‟aliatge que generalment tenen dimensions massa grans per obtenir finalment un enduriment òptim. Aquí és on el procés d'austenitització hi juga el paper principal. Aquesta temperatura s'ha de triar de manera que garanteixi una bona distribució dels elements d'aliatge, cosa que garanteix un enduriment uniforme. Per això és important, a l'hora de dissenyar peces destinades a ser temperades, assegurar-se que la peça tingui una forma uniforme, per evitar concentracions de material a determinades peces, que poden provocar problemes durant el tractament tèrmic.
Alhora, aquest enduriment provoca també efectes indesitjables, per exemple un augment de la fragilitat del material (menor resiliència). Per aquest motiu, després del temperat martensític sempre es realitza un revingut (almenys un revingut per alleujar tensions a uns 200 °C). Després del refredament bainític (o refredament isotèrmic), el temperat no és necessari.
Hi influeixen moltes variables en la qualitat i les propietats mecàniques de l'acer endurit i és important controlar-les totes:
- la temperatura de refredament;
- temps de refredament;
- la velocitat de refredament;
- La composició química de l'acer.

A més, durant el refredament apareixen certs problemes que cal evitar o controlar en funció de la qualitat del producte final a obtenir. Durant l'escalfament, la temperatura a la peça no és uniforme (més càlida a la superfície i més freda a l'interior). Aquest gradient de temperatura provoca tensions internes que poden provocar deformacions elàstiques o fins i tot plàstiques.
Durant el refredament també es produeix un gradient de temperatura però en direcció oposada. La transformació al·lotròpica que analitzem anteriorment (ferro γ → ferro α) també implica deformació. En aquest moment assistim a una contracció important del volum. Cal parar molta atenció a aquest punt perquè en ser la deformació important pot provocar esquerdes a la superfície de la peça. La resistència a la compressió no és el mateix que la resistència a la tracció i, per tant, el risc d'esquerdament és diferent. Per això el risc és especialment present durant l'escalfament (genera forces de tracció a la superfície), però també hem de controlar el refredament (genera contraccions a la superfície). És el líquid de refredament (entre altres coses) el que determina la velocitat de refredament.
Un altre tipus de possible problema en fer un refredament són les reaccions amb l'atmosfera. Si l'acer entra en contacte amb l'aire, es pot produir descarburació i formació d'incrustacions de tipus calamina. L'acer pot estar exposat a aquestes condicions no només durant l'escalfament sinó també durant el refredament (l'aire lliure també és un mitjà de refredament). En conèixer els avantatges i els desavantatges del refredament amb aire, es pot decidir si és millor triar un líquid de refredament que no tingui aquests efectes i assumeixi els costos. Aquests són alguns arguments que justifiquen la importància que tenen els líquids de refredament en els processos de refredament. Per evitar problemes de descarburació, és possible tractar determinats acers aliats en forns de buit.